# San Lorenzo, Nicaragua
San Lorenzo är en kommun (municipio) i Nicaragua med 30 054 invånare. Den ligger i den centrala delen av landet i departementet Boaco, på norra stranden av Nicaraguasjön. San Lorenzo är en jordbruksbygd med omfattande boskapsskötsel.

## Geografi
San Lorenzo gränsar till kommunerna Boaco i norr, Camoapa och Comalapa i öster, Nicaraguasjön i söder samt till kommunerna Granada, Tipitapa och Teustepe i väster. Kommunens centralort, San Lorenzo, har endast 1 406 invånare (2005), och kommunens största ort är istället Tecolosstote, med 3 741 invånare (2005). Kommunes övriga orter är alla mindre än dessa två.

## Historia
Kommunen San Lorenzo grundades 1858 och blev upphöjd till rangen av villa år 1971.

## Religion
Kommunen firar sina festdagar från den 29 juli till den 10 augusti till minne av Sankt Lars.

## Kända personer från San Lorenzo
- Eddie Gazo (1950-), boxare[8]